# Vilagarcía de Arousa
Vilagarcía de Arousa és un municipi costaner de la província de Pontevedra, a Galícia, capital de la comarca d'O Salnés. Es troba a l'interior de la ria d'Arousa.
Amb una població de 37.677 habitants l'any 2022, és el novè municipi més poblat de la comunitat i el tercer de la província. Té un dels recintes firals més grans de Galícia, FEXDEGA.

## Història
Les primeres mostres de població de la zona estan representades per les restes arqueològiques trobades a O Salgueiral, a la parròquia de Bamio, datats el 2000 aC i pels petròglifs dos Ballotes, també a Bamio. Hi ha també restes de l'època dels castros: O Carril, Castro de Agudín, Monte Lobeira i, especialment, el castro Alobre.
El 1812 es van constituir els municipis de Rubiáns, Sobrán, Vilagarcía i O Carril, que es van reduir a tres amb la reforma de 1835: Vilagarcía, Vilaxoán i O Carril. Vilagarcía va anar creixent gràcies al desenvolupament del port, especialment amb la construcció dels molls el 1866, i en detriment dels municipis fronterers. L'1 de març de 1913 es produeix la fusió dels tres en un únic municipi, que neix amb el nom de Vilagarcía de Arousa.

## Geografia
Vilagarcía de Arousa es troba a la zona meridional de la ria d'Arousa formant una ampla badia. Limita al nord amb Catoira, a l'est amb Caldas de Reis, al sud amb Vilanova de Arousa i a l'oest amb la ria d'Arousa. L'extrem nord del municipi, la parròquia de Bamio, es troba a la confluència del riu Ulla amb l'oceà. Al sud destaca el Monte Lobeira amb bones vistes de tota la badia. La capital municipal la creua el riu Con.

### Parròquies
El municipi es divideix en 12 parròquies:
- Arealonga (Santa Baia)
- Bamio (San Xens)
- O Carril (Santiago)
- Cea (San Pedro)
- Cornazo (San Pedro)
- Fontecarmoa (San Pedro)
- Rubiáns (Santa María)
- Sobradelo (San Salvador)
- Sobrán (San Martiño de Fóra)
- Sobrán (San Martiño)
- Solobeira (San Fins)
- Vilagarcía (Santa Baia)

## Demografia
Segons el padró municipal, la seva població el 2014 era de 37.712 persones, sent el novè municipi gallec en població i el tercer de la província per darrere de Vigo i Pontevedra.

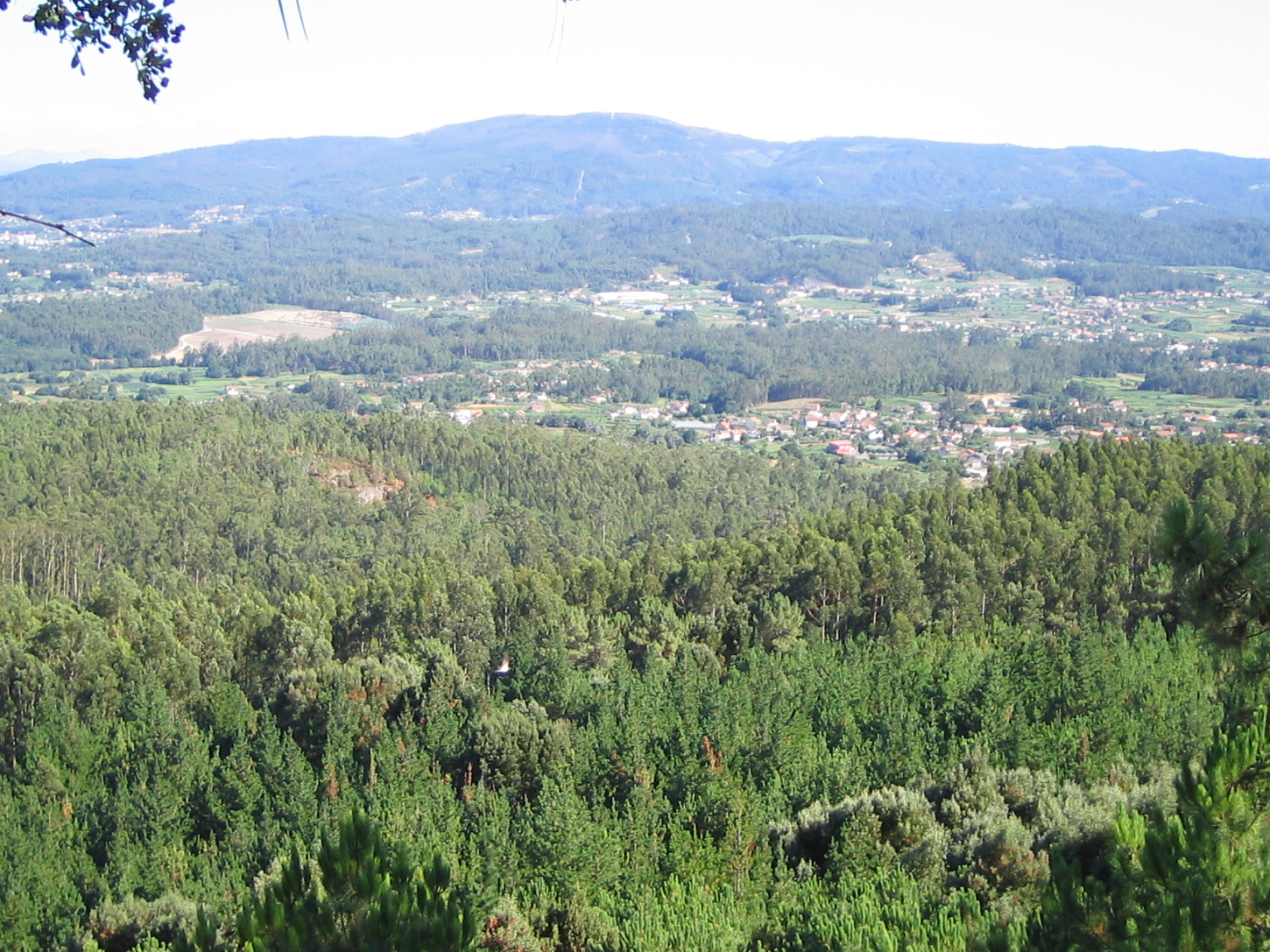
Entorn del municipi.

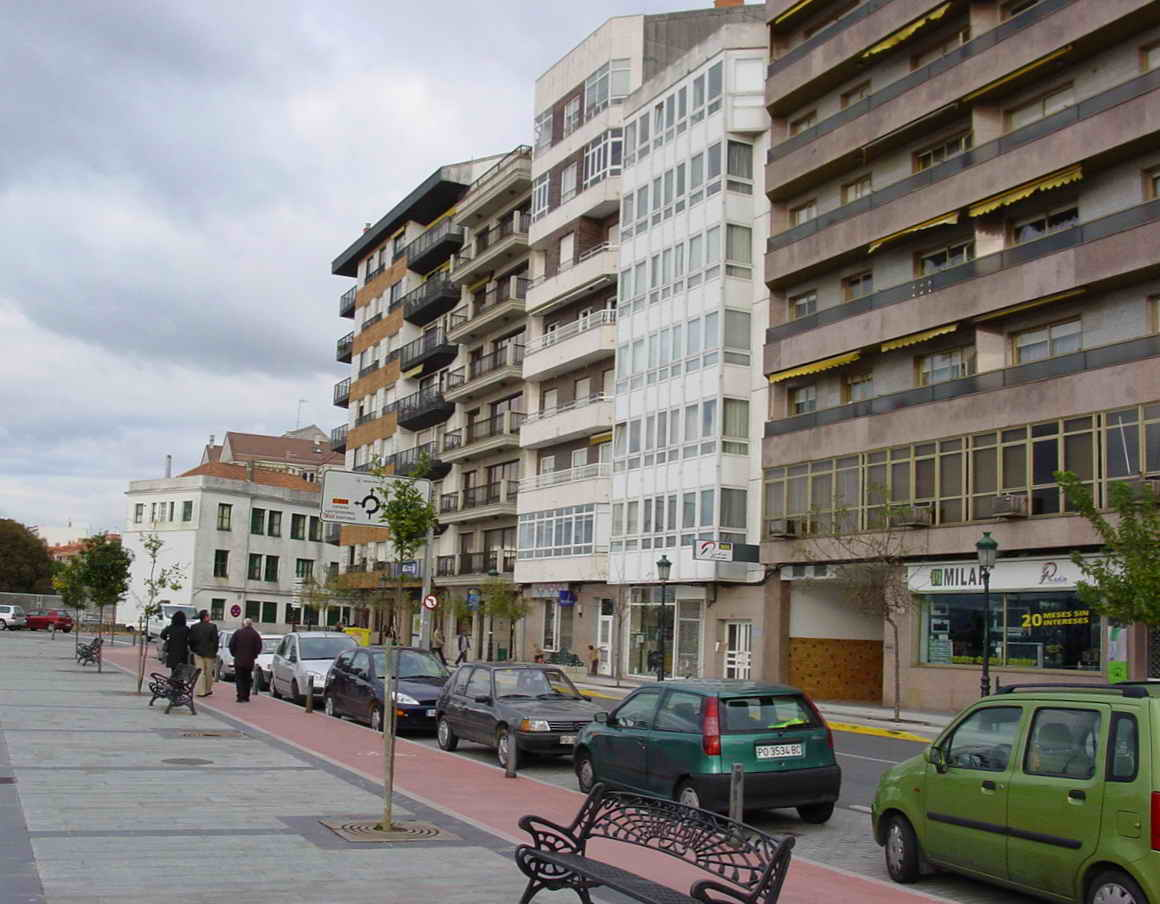
Edificis de la ciutat

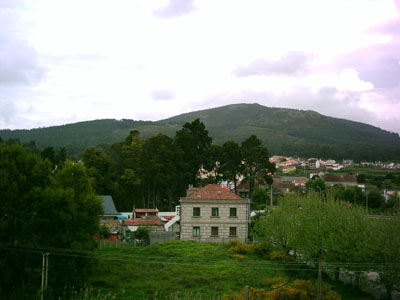
Monte Xiabre

| Evolució demogràfica | Evolució demogràfica | Evolució demogràfica | Evolució demogràfica | Evolució demogràfica | Evolució demogràfica |
| -------------------- | -------------------- | -------------------- | -------------------- | -------------------- | -------------------- |
| 1955                 | 1965                 | 1975                 | 1985                 | 1995                 | 2005                 |
| 22.393               | 25.336               | 29.320               | 31.798               | 34.022               | 35.954               |

## Festes i tradicions
- Festa de Santa Rita, el 22 de maig.
- Festas de San Roque, el 16 d'agost.
- Carnaval
- Festa dos Maios, al maig.
- As Uvas, el 31 de desembre a les 12 del migdia es menja el raïm per donar la benvinguda al nou any.
- Noite Meiga, l'últim dissabte d'agost.
- Festa de la Cloïssa d'O Carril, la segona quinzena d'agost.
- Mostra de l'Albariño, a mitjans d'agost.
- Setmana Micològica, la segona quinzena de novembre.
- Festival d'As Revenidas, a Vilaxoán, al juliol.

## Esport
El principal equip de futbol de la localitat és l'Arosa Sociedad Cultural, que va jugar una temporada a Segona Divisió. També cal destacar, en escacs, el Club Xadrez Fontecarmoa.

## Personatges cèlebres
Categoria principal: Persones de Vilagarcía de Arousa
- Pepe Rubianes, humorista i actor de teatre
- Antón Paz Blanco, regatista
- Gustavo César Veloso, ciclista
- Fermín Bouza-Brey, historiador
- Daniel Abalo Paulos, futbolista

## Ciutats agermanades
- Matosinhos (Portugal)
- Gijón (Espanya)